# Слободка (Менский район)
Слободка (укр. Слобідка) — село в Менском районе Черниговской области Украины. Население 623 человека. Занимает площадь 2,5 км².
Код КОАТУУ: 7423088201. Почтовый индекс: 15651. Телефонный код: +380 4644.

## Власть
Орган местного самоуправления — Слободский сельский совет. Почтовый адрес: 15651, Черниговская область, Менский р-н, с. Слободка, ул. Братьев Федоренко, 27.